# Фу Гуйлинь, Мария
Мария Фу Гуйлинь (кит.  傅桂林 瑪利 , род. 1863 г., Луопо, провинция Хэбэй, Китай — ум. 20.07.1900 г., провинция Хэбэй, Китай) — святая Римско-Католической Церкви, мученица.

## Биография
Мария Фу Гуйлинь родилась в 1863 году в деревне Луопо в католической семье. В раннем возрасте она решила посвятить себя Богу, оставаясь жить в безбрачии. После окончания средней школы Мария Фу Гуйлинь помогала католическим миссионерам распространять католицизм среди китайцев, обучая детей в приходской школе.
В 1899—1900 гг. в Китае вспыхнуло восстание боксёров, во время которого жестоко преследовались христиане. В июне 1900 года повстанцы захватили деревню, в которой жила Мария Фу Гуйлинь. Повстанцы вывели Марию Фу Гуйлинь за пределы деревни, где её обезглавили. Отрубленную голову Марии Фу Гуйлинь повстанцы повесили для устрашения местных христиан на двери местной гостиницы.
Через два года брат Марии Фу Гуйлинь обнаружил останки своей сестры нетленными, что посчитали за чудо.

## Прославление
Мария Фу Гуйлинь была беатифицирована 17 апреля 1955 года Римским Папой Пием XII и канонизирована 1 октября 2000 года Римским Папой Иоанном Павлом II вместе с группой 120 китайских мучеников.
День памяти в Католической Церкви — 9 июля.